# 納爾遜縣 (肯塔基州)
納爾遜县（英語：Nelson County）是美國肯塔基州中北部的一個縣。面積1,098平方公里。根據美國2000年人口普查，共有人口37,477人。縣治巴茲敦 (Bardstown)。
成立於1785年1月1日。縣名紀錄美國獨立宣言簽署人、維吉尼亞州州長湯瑪斯·納爾遜。